# Alihan Türkdemir

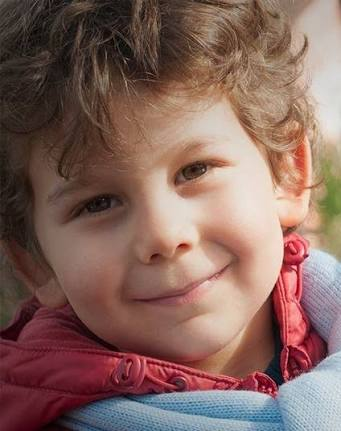
Alihan Türkdemir

Alihan Türkdemir (* 29. Juni 2009 in Istanbul) ist ein türkischer Kinderdarsteller.

## Biografie
Alihan Türkdemir wurde am 29. Juni 2009 in Istanbul geboren. Sein Debüt gab er 2015 in der Fernsehserie Serçe Sarayı. Von 2015 bis 2016 war er in der Serie Muhteşem Yüzyıl: Kösem zu sehen. 2017 wurde er für die Serie Evlat Kokusu gecastet. Im selben Jahr bekam Türkdemir in der Serie Dolunay eine Nebenrolle. Anschließend trat er 2018 in dem Film Hadı Be Oğlum auf. Außerdem spielte Türkdemir 2022 in dem Film Rüzgargülü die Hauptrolle.

## Filmografie
Filme
- 2017: Salur Kazan: Zorakı Kahraman
- 2017: Acı Tatlı Ekşi
- 2018: Hadı Be Oğlum
- 2022: Rüzgargülü

Serien
- 2015: Serçe Sarayı
- 2015–2016: Muhteşem Yüzyıl: Kösem
- 2017: Evlat Kokusu
- 2017: Dolunay
- 2020: Bir Annenin Günahı